# 18 вересня
18 вересня — 261-й день року (262-й у високосний рік) в григоріанському календарі. До кінця року залишається 104 дні.

## Свята і пам'ятні дні

### Міжнародні
- Всесвітній день моніторингу якості води [Архівовано 17 вересня 2017 у Wayback Machine.].
- Всесвітній день бамбука.
- Міжнародний день рівної оплати праці.
- День пам'яті загиблих мотоциклістів.
- Міжнародний день читання електронних книг. (International Read an eBook Day) (2014)
- Міжнародний день  Трамінера (сорт винограду)

### Національні
- Чилі: День національної незалежності.
- Азербайджан: День національної музики.
- Хорватія: День ВМС.
- США:
  - День людей похилого віку з діагнозом ВІЛ / СНІД.
  - Національний день чизбургера.[1]

### Місцеві
- Лубни: День міста
- Прилуки: День міста
- Миргород: День міста

### Релігійні

#### Західне християнство
- Пам'ять святих Джузеппе з Копертіно, Євсторгія I[en], Івана Масіаса[en], Констанція Тебейського[en], Методія Олімпійського, Станіслава Костки та Ріхарди Швабської[en];
- Пам'ять святого Едварда Бувері П’юсі[en] (Єпископальна церква).

#### Східне християнство[2]
- Пам'ять преподобного Євменія Гортинського[en];
- Пам'ять мучениць Аріадни Фрігійської[en], Софії[fr] та Ірини Єгипетських;
- Пам'ять мучеників Кастора, Бидзина, Шалви і Єлизбара, князів Ксанських;
- Молченської ікони Божої Матері.

## Іменини
✝  Католицькі: Джузеппе, Євсторгій, Іван, Констанцій, Методій, Станіслав, Ріхарда.
✙ Православні: Аріадна, Бидзин, Євменій, Єлизбар, Ірина, Кастор, Софія, Шалва.

## Події
- 96 — Марк Кокцей Нерва (Marcus Cocceius Nerva) проголошений римським імператором після вбивства Доміціана (Titus Flavius Domitianus)
- 1502 — Христофор Колумб під час свого четвертого плавання в Новий світ здійснив висадку на острові Коста-Рика
- 1640 — у Києві розпочав роботу церковний собор, який затвердив катехізис, яким протягом століть послуговувалась православна церква
- 1714 — до Лондона прибув Георг — новий король Великої Британії з династії Віндзорів.
- 1851 — у США вийшов перший примірник газети «New York Daily Times», котра подає «всі новини, варті бути надрукованими». Слово «Daily» (щоденний) було вилучено з назви газети через 6 років. Сьогодні це медіаконгломерат, до якого входять не лише друковані видання, але й радіо- і телеканали, кабельні телемережі та інтернет-сайти.
- 1886 — французький поет Жан Мореас опублікував у газеті «Ле Фігаро» статтю, яка стала маніфестом літераторів-символістів. Самі терміни «символіст» і «символізм» були запропоновані у статті навзамін терміну «декадент», який раніше застосовували для характеристики творчості Бодлера, Малларме та інших представників символізму.
- 1901 — Митрополитом Андреєм Шептицьким було освячено церкву Святої Трійці в Білому Камені.
- 1918 — в Королівстві Іспанія засновано футбольний клуб «Валенсія».
- 1929 — на Запорізькому заводі «Комунар» випущений перший комбайн доби радянської окупації України.
- 1934 — Радянський Союз вступив до Ліги Націй і став її 59-м членом. На прийнятті СРСР особливо наполягала Французька республіка. За це рішення проголосували 38 країн, проти — 3, утрималися — 4, не брали участі в голосуванні — 7. Через 5 років, після нападу на Фінляндію, СРСР виключили з Ліги Націй.
- 1941 — радянські війська знищили київські мости через Дніпро під час свого відступу у ході Німецько-радянської війни.
- 1944 — вийшла у світ книга «Шлях до рабства» Фрідріха Гаєка, яка стала однією з найвпливовіших книг століття.
- 1965 — острів Хортиця у Запоріжжі оголошений державним заповідником.
- 1973 — до ООН прийняті Федеративна Республіка Німеччини і Німецька Демократична Республіка.
- 1980 — на радянському космічному кораблі «Союз-38» уперше в космос полетів представник неєвропейської раси — темношкірий кубинець Арнальдо Тамайо Мендес.
- 1997 — зареєстровано домен Google.com

## Народились
Дивись також Категорія:Народились 18 вересня
- 53 — (Марк Ульпій) Траян, римський імператор з 98 року, перший з «усиновлених» імператорів і перший імператор родом з провінції; за часів його правління Римська імперія досягла найбільших розмірів, за що в 114 році Траян отримав від сенату титул Optimus «найкращий».
- 1759 — Іван Рижський, філософ, логік і мовознавець, перший ректор Харківського університету.
- 1819 — Фуко Жан Бернар Леон, французький фізик; у 1851 році здійснив дослід з маятником, котрий підтвердив факт добового обертання Землі.
- 1899 — Іда Камінська, польська актриса єврейського походження, номінант на премію «Оскар» в 1966 році.
- 1905 — Грета Гарбо (Грета Ловіса Густафссон), шведська кіноактриса («Сага про Ієста Берлінга», «Анна Кареніна», «Мата Харі», «Дволика жінка»), одна з найзнаменитіших постатей в кінематографі XX століття.
- 1907 — Едвін Маттісон Макміллан, американський фізик, лавреат Нобелівської премії з хімії (1951); синтезував трансуранові елементи нептуній-239 (1940) і плутоній-239 (1941).
- 1929 — Алла Горська, українська художниця і громадська діячка, учасниця правозахисного руху 60-х років в Україні.
- 1949 — Пітер Шилтон, англійський футбольний воротар, 125 разів захищав ворота збірної Англії («найзнаменитіший» із пропущених голів — від Марадони на чемпіонаті світу 1986, забитий рукою).
- 1950 — Дерріл Сіттлер, канадський хокеїст; у 1976 році встановив рекорд НХЛ — 10 очок (6 голів + 4 результативні передачі) в одній грі, не побитий і досі.
- 1962 — В’ячеслав Хруслов, український футболіст і тренер, чемпіон і володар Кубка України.
- 1965 — Станіслав Войтович, засновник та президент українського виробничо-торгового холдингу «ТЕРРА ФУД».
- 1973 — Олена Говорова, українська легкоатлетка, бронзовий призер Олімпійських ігор (2000).
- 1994 — Олександр Кукурба, офіцер Повітряних сил Збройних Сил України, учасник російсько-української війни. Герой України (2022).
- 2003 — Ейдан Галлахер, американський актор, екологічний активіст і музикант.

## Померли
Дивись також Категорія:Померли 18 вересня
- 1598 — Тойотомі Хідейосі, самурайський полководець, об'єднувач Японії.
- 1877 — Осип Бодянський, український історик, філолог, перекладач. Видав «Літопис Самовидця», опублікував у Москві «Реєстр Війська Запорозького», «Історію Русів».
- 1907 — Харитон Платонов, український живописець, викладач Київської Рисувальної школи, відомої також як «школа Мурашка».
- 1946 — Олександр Шумський, український радянський діяч часів українізації, убитий агентами НКВС.
- 1967 — Джон Дуглас Кокрофт, англійський фізик, лауреат Нобелівської премії з фізики.
- 1970 — Джимі Гендрікс, 27-річний рок-музикант, гітарист-віртуоз.
- 1980 — Кетрін Енн Портер, американська журналістка, письменниця та громадський діяч.
- 2013 — Кен Нортон, американський боксер-професіонал, чемпіон світу у важкій вазі, топ-боксер 70-х.